# Catan – Big Game Event Kit
Das CATAN – Big Game Event Kit ist eine Version des Die-Siedler-von-Catan-Brettspiels von Klaus Teuber für 4 bis 6 Spieler, das mit weiteren Exemplaren mit beliebig vielen Spielern spielbar ist.

## Vorgeschichte
Zum 10. Jubiläum der Ernennung des Brettspiels „Die Siedler von Catan“ zum Spiel des Jahres im Jahre 1995 erschuf Klaus Teuber im Sommer 2005 ein spezielles, online spielbares Szenario sowie eine Adaption für das Spiel am Brett. Diese Version, zunächst für 3 und 4 Spieler ausgelegt, wurde als „Multicatan“ in den „Catan-News 1/2005“ veröffentlicht. Die Spieler benötigten hierfür das Basisspiel und die Seefahrererweiterung. Im Frühsommer 2005 erschien zudem eine Online-Version für beliebig viele Spieler und im Herbst 2005 eine auch am Tisch spielbare Variante, die beim Weltrekord-Versuch am 10. September 2005 von 816 Spielern gespielt wurde. Für dieses Event wurden aus 17.500 Hexfeldern 500 Spielplatten für je 2 Spieler zusammengeklebt und im DAStietz in Chemnitz auf Biertischen aneinandergereiht aufgebaut. Für den Weltrekordversuch zum 20. Jubiläum auf der Spiel 2015 in Essen wurden Spielpläne gedruckt und das Spiel in „Big Game“ umbenannt. Seit 2016 waren die Spielpläne mit Spielfiguren käuflich erhältlich, wurden aber wieder aus dem Sortiment genommen.

## Inhalt
- 3 Spielpläne mit je 18 Landschaften und 2 Wüsten
- 270 Spielfiguren (je 45 in 6 Farben):
  - je 5 Siedlungen pro Farbe
  - je 10 Städte pro Farbe
  - je 15 Straßen pro Farbe
  - je 15 Schiffe pro Farbe
- 6 Räuberfiguren
- 190 Rohstoffkarten
  - 38× Erz
  - 38× Getreide
  - 38× Holz
  - 38× Lehm
  - 38× Wolle
- 46 Entwicklungskarten
  - 28× Ritter
  - 8× Fortschritt (davon 4× Monopol, das aussortiert wird)
  - 10× Siegpunkt
- 6 Marker für Größte Rittermacht und Längste Handelsstraße
- Spielanleitung und Leitfaden (Seiten, mehrfarbig)

Zusätzlich wird entweder die kostenlose „Catan Big Game App“, 2 Würfel oder die Ereignisse auf Catan benötigt.

## Beschreibung
In der Variante für 3 und 4 Spieler startet jeder Spieler auf einer eigenen Insel, die aus je einem Hex-Feld der 5 verschiedenen Rohstoffsorten besteht. Zwischen den 3 bzw. 4 Startinseln der Spieler befindet sich eine Zentralinsel. Baut ein Spieler dort eine Siedlung, darf er dort sofort eines der Spezialhafenplättchen anlegen und diesen Hafen auch sofort nutzen. An verschiedenen Stellen der zentralen Insel und den Wassernfeldern liegen Schätze. Durch die Schätze kann ein Spieler entweder eine Entwicklungskarte, 2 auf dem Schatzkärtchen abgebildete Rohstoffe oder 2 beliebige Rohstoffe erhalten. Gewürfelt wird wie bei normalen Brettspielszenarien reihum. Hier gewinnt der Spieler, der zuerst 13 Siegpunkte erzielt.
In der Variante für beliebig viele Spieler starten je 2 Spieler auf einer Insel, wobei einer auf der linken und der andere auf der rechten Inselhälfte mit 2 Siedlungen, einer Stadt, einer Straße und einem Schiff beginnt. Die beiden Spieler sitzen sich gegenüber und links und rechts daneben sitzen immer je 2 andere Spieler. Jede Inselhälfte besteht aus 7 oder 8 Landfeldern und einer Wüste, an deren Ecken die Startortschaften gebaut werden. Dazwischen befinden sich 3 zu beiden Inselhälften gehörende Landfelder. Jede Inselhälfte verfügt zudem über einige Häfen.
Gewürfelt wird von einem Spielleiter für alle Spieler, d. h. die erwürfelte Zahl gilt für alle. Sinnvoll ist es, die App oder die Ereignisse auf Catan zu verwenden. Die sich gegenübersitzenden Spieler bauen abwechselnd, gehandelt werden darf mit allen 5 Nachbarn. Schätze und Zentralinseln gibt es hier nicht, die Spieler können nur ihre eigene Insel und die der linken und rechten Nachbarn besiedeln. Damit alle Spieler immer 5 Nachbarn haben, sollte das Spielfeld im Kreis aufgebaut werden oder bei sehr kleinen Gruppen sind die jeweils ganz links und rechts außen sitzenden Spieler Nachbarn. Ggf. müssen dann gehandelte Rohstoffe von den anderen Spielern durchgereicht werden. Bei größeren Events werden Helfer eingesetzt, die für den Kartenaustausch sorgen.
Das Spiel endet entweder, wenn ein Spieler 25 Siegpunkte erreicht, oder nach 62 Würfelwürfen, d. h. nachdem zweimal der Ereigniskartensatz durchgespielt wurde. Danach wird ermittelt, wer von beiden Spielern die meisten Punkte hat, und evtl. ein Gesamtsieger.

## Besonderheit
In den Online-Versionen und der Tischversion sind wie in den Grundregeln die Anzahl der Siedlungen pro Spieler auf 5 und die der Straßen und Schiffe auf je 15 begrenzt. Städte dürfen die Spieler dagegen unbegrenzt bauen.